# Niegłowice (gromada)
Niegłowice – dawna gromada, czyli najmniejsza jednostka podziału terytorialnego Polskiej Rzeczypospolitej Ludowej w latach 1954–1972.
Gromady, z gromadzkimi radami narodowymi (GRN) jako organami władzy najniższego stopnia na wsi, funkcjonowały od reformy reorganizującej administrację wiejską przeprowadzonej jesienią 1954 do momentu ich zniesienia z dniem 1 stycznia 1973, tym samym wypierając organizację gminną w latach 1954–1972.
Gromadę Niegłowice z siedzibą GRN w Niegłowicach utworzono – jako jedną z 8759 gromad na obszarze Polski – w powiecie jasielskim w woj. rzeszowskim na mocy uchwały nr 22/54 WRN w Rzeszowie z dnia 5 października 1954. W skład jednostki weszły obszary dotychczasowych gromad Niegłowice, Żółków, Brzyście i Gądki ze zniesionej gminy Jasło w tymże powiecie. Dla gromady ustalono 27 członków gromadzkiej rady narodowej.
31 grudnia 1961 do gromady Niegłowice włączono obszar zniesionej gromady Trzcinica w tymże powiecie.
1 stycznia 1970 z gromady Niegłowice wyłączono część terenów wsi Niegłowice o powierzchni 117,1197 ha i wsi Żółków o powierzchni 37,1727 ha, włączając je do miasta Jasła w tymże powiecie.
Gromada przetrwała do końca 1972 roku, czyli do kolejnej reformy gminnej.